# Марк Валерій Мессала Нігер
Марк Валерій Мессала Нігер (лат. Marcus Valerius Messalla Niger; 104 — 49 до н. е.) — політичний і державний діяч Римської республіки, консул 61 року до н. е., прихильник оптиматів.

## Життєпис
Походив з патриціанського роду Валерієв. Син Марка Валерія Месалли. Про молоді роки його мало відомостей. До 73 року до н. е. був двічі військовим трибуном. У 74 році до н. е. став понтифіком. У 73 році до н. е. обраний квестором, у 64 році до н. е. префектом міста. У 70 році до н. е. за неналежну діяльність та майновий стан отримав від цензорів зауваження про можливість виключення з лав сенаторів.
Втім, у 61 році до н. е. Марка Валерія обрано консулом разом з Марком Пупієм Пізоном Фругі Альпурніаном. Домагався засудження Публія Клодія, майбутнього народного трибуна, за паплюження Бони Деа та перешкоджав своєму колезі Пізонові надати Клодію підтримку. За цю тверду позицію отримав від сенаторів звання «видатний консул».
У 59 році до н. е. став членом колегії квінквевіром з розподілу землі, згідно із Законом Юлія (автор Гай Юлій Цезар). У 55 році до н. е. Марка Валерія обрано цензором разом з Публієм Сервілієм Ватія Ісавріком. Разом з колегою намагався відрегулювати течію Тібра після потопу. На цій посаді не провів люстрацію членів сенату.
У 54 році до н. е. захищав Марка Емілія Скавра. У 55, 53 та 52 роках до н. е. обирався інтеррексом в часи дії Першого тріумвірату для законодавчого оформлення прав Цезаря, Гнея Помпея Великого та Марка Красса.
Марк Мессала Нігер мав значні таланти красномовця, що відмічав Марк Туллій Цицерон.

## Родина
Дружина — Полла.
Діти:
- Марк Валерій Мессала Корвін, консул 31 року до н. е.
- Потіт Валерій Мессала.
- Валерія Старша, дружина Квінта Педія.
- Валерія Молодша, дружина Сервія Сульпіція Руфа